# Оповіді містечка Кукучяй
«Оповіді містечка Кукучяй» («Kukučių sakmės») — радянський художній фільм 1987 року, знятий режисером Альгірдасом Лапенасом на Литовському телебаченні.

## Сюжет
Фільм поставлений за романом П. Трейніса та розповідає про довоєнне життя мешканців містечка Кукучяй.

## У ролях
- Вітаутас Томкус — Казимерас Бакшис
- Віргінія Кельмеліте — Мартіна
- Вітаутас Румшас — Флорійонас Заранка
- Юозас Ярушявічюс — Яцкус Швяцкус
- Вітаутас Таукінайтіс — Йокубас
- Регіна Арбачяускайте — Вікторія Пурошене
- Андрюс Жебраускас — Напаліс
- Саулюс Сіпаріс — Жиндуліс
- Юозас Рігертас — Кряуняле
- Регіна Палюкайтіте — Антосе
- Арунас Сторпірштіс — Рокас
- Міле Шаблаускайте — мати Рокаса
- Йонас Каваляускас — Гужас
- Лаура Каражинайте
- Гінвіле Вайсетайте — Ангеле
- Даля Оверайте — Магдуле
- Володимир Єфремов — лікар
- Альбінас Батавічюс — музикант
- Антанас Бернотас — епізод
- Яніна Берукштіте — епізод
- Йонас Брашкіс — епізод
- Інга Бурнейкайте — епізод
- Геновайте Циплінскайте — епізод
- Йонас Чепайтіс — батько Рокаса
- Арвідас Дапшис — доброволець литовської армії
- Міндаугас Даугела — епізод
- Агне Грегораускайте — епізод
- Алдона Янушаускайте — епізод
- Ю. Юзельскайте — епізод
- Лариса Калпокайте — епізод
- Інгріда Кілшаускайте — епізод
- Сігітас Кубілюс — доброволець литовської армії
- Отонас Ланяускас — епізод
- Ельжбета Лауцявічюте — епізод
- Вайва Майнеліте — епізод
- Юозас Мешкаускас — епізод
- Лілія Мулявічюте-Томкене — епізод
- Стефанія Носявічюте — епізод
- Вілюс Пятраускас — епізод
- Сігітас Рачкіс — епізод
- Марія Растейкайте — епізод
- Пятрас Степонавічюс — Альтман
- Альмантас Шинкунас — епізод
- Дайнора Таутавічюте — епізод
- Егле Тулявічюте — епізод
- Рімас Тумінас — епізод
- Томас Вайсета — поліцейський
- Альгімантас Зігмантавічюс — епізод
- Крістіна Андреяускайте — епізод
- Альгімантас Бружас — епізод
- Міндаугас Цапас — епізод
- Біруте Діджгальвіте — епізод
- Вітаутас Думшайтіс — епізод
- Зіта Дуобене — жінка в костелі
- Фердінандас Якшис — епізод
- Валерія Марцинкявічюте — епізод
- Альфредас Клімас — епізод
- Ванда Марчінскайте — епізод
- Аполонія Маткявічюте — епізод
- Антанас Пікяліс — епізод
- Аудроніс Рукас — епізод
- Альгірдас Сабаліс — епізод
- Міколас Смагураускас — епізод
- Ірена Тамошюнайте — епізод
- Адольфас Вечерскіс — епізод
- Ірена Леонавічюте-Браткаускене — епізод
- Лілія Жадейкіте — Мікасе

## Знімальна група
- Режисер — Альгірдас Лапенас
- Сценарист — Альгірдас Кратуліс
- Оператор — Йонас Гурскас
- Художник — Альгірдас Шекштяле